# Simulium chowettani
Simulium chowettani är en tvåvingeart som beskrevs av Yankovsky 1996. Simulium chowettani ingår i släktet Simulium och familjen knott. Inga underarter finns listade i Catalogue of Life.